# (15663) Periphas
(15663) Periphas (4168 T-2) – planetoida z grupy trojańczyków okrążająca Słońce w ciągu 11,77 lat w średniej odległości 5,17 j.a. Odkryta 29 września 1973 roku.